# Bescherming Rechten Entertainment Industrie Nederland
Le Bescherming Rechten Entertainment Industrie Nederland (BREIN), terme qui peut se traduire par « Protection des droits de l'industrie du divertissement des Pays-Bas », est une association commerciale représentant à la fois les studios de cinéma et l'industrie musicale aux Pays-Bas. Ses mandats sont analogues à ceux de la MPAA et de la RIAA américaines.

## Histoire
BREIN a obligé le site néerlandais ShareConnector.com à cesser ses activités en décembre 2004. Par contre, à cause de la controverse entourant la légalité des liens vers du contenu illégal et un manque de preuves de qualité offertes par BREIN, la cause n'a pas été apportée en cour. Après deux ans d'inactivité, le site est revenu en ligne en décembre 2006, mais a cessé ses activités après un an (le 12 novembre 2007).
Le 2 octobre 2007, BREIN, avec l'appui de l'IFPI, de la BPI, de la police néerlandaise et d'autres organismes, a forcé Oink's Pink Palace, un tracker BitTorrent, à cesser ses activités.
Le 1er février 2010, BREIN a contraint l'hébergeur web WorldStream à expulser le site www.planete-lolo.com au nom de la propriété intellectuelle.
En 2011, le site TorrentFreak rapporte qu'un musicien, nommé Melchior Rietveldt, a composé un thème pour un clip d'avertissement de la BREIN destiné à être projeté à un festival. Or, l'association a réutilisé l'avertissement pour le faire inclure dans des DVD, sans aucun accord de sa part. Il réclame 1 million d'euros à titre de compensation, sans succès. Toutefois, l'affaire prend une autre tournure quand un propriétaire de maison de disques, membre du conseil d'administration de la Buma-Stemra (équivalent néerlandais de la SACEM), Jochem Gerrits, lui offre son aide pour récupérer la somme, en échange de 33% du total demandé par Rietveldt.
Le 8 novembre 2012, BREIN a contraint l'hébergeur web NFOrce Entertainment B.V. à expulser le site www.frenchtorrentdb.com au nom de la propriété intellectuelle.
Alors qu'en 2012 une juridiction de première instance, à la demande du BREIN, ordonne le blocage de ThePirateBay, la cour d'appel annule celui-ci début 2014 et demande à BREIN de rembourser les frais de justice (326 000 euros) engagés par deux FAI. En effet la cour d'appel a jugé la décision de la juridiction de première instance inefficace.